# Anna Sajatschkiwska

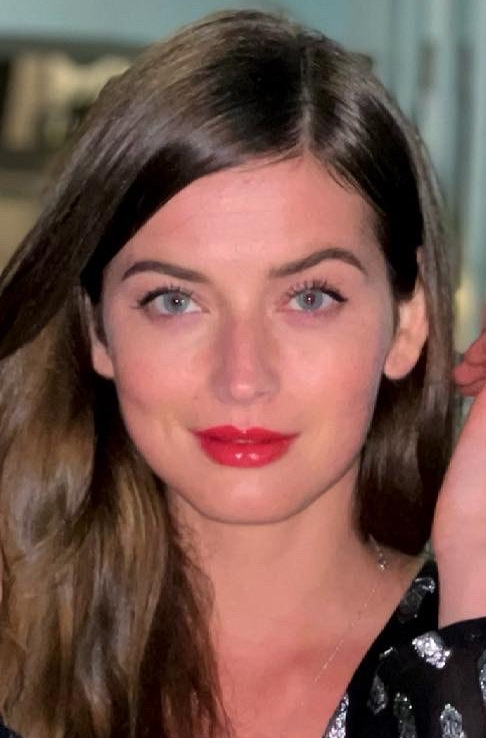
Anna Sajatschkiwska

Hanna Sajatschkiwska (ukrainisch Ганна Заячківська, auch bekannt als Anna Sajatschkiwska, * 12. Dezember 1991 in Iwano-Frankiwsk) ist die Miss Ukraine des Jahres 2013.

## Leben
Hanna Sajatschkiwska wurde bei der jährlichen Misswahl in der Ukraine im März 2013 zur Miss Ukraine gewählt. Im September 2013 nahm sie an der Wahl zur Miss World teil, die auf Bali in Nusa Dua veranstaltet wurde. Sie erreichte dort den dritten Platz. Die Wahl in der Ukraine im März 2014 fiel wegen der politischen Unruhen aus, so dass sie zunächst
keine Nachfolgerin hat.
Sajatschkiwska nahm 2013/14 am Aufstand des Euromaidan in Kiew aktiv teil.
Sajatschkiwska hat eine Ausbildung als Ikonenmalerin an der Nationalen Wassyl-Stefanyk-Universität der Vorkarpaten absolviert und unterrichtet Schüler in dieser Maltechnik.